# Robert Schumann
Den här artikeln handlar om kompositören Robert Schumann. För politikern, se Robert Schuman.
Robert Schumann, född 8 juni 1810 i Zwickau, död 29 juli 1856 i Endenich (i dag stadsdel i Bonn), var en tysk romantisk kompositör, musikkritiker, dirigent och pianist. Gift med Clara Schumann. Av sin samtid var han framför allt uppskattad som musikkritiker och grundare av tidskriften Neue Zeitschrift für Musik. Numera betraktas han som en av den musikaliska högromantikens främsta representanter.
Schumann producerade till en början framför allt pianomusik som Kinderszenen, Kreisleriana, Papillons och Symfoniska etyder, samt pianokonserten som tillhör de mest uppskattade i sin genre. Från 1840 tillkommer ett antal sångcykler och kammarmusik. Listan över hans verk innehåller också fyra symfonier, kyrkomusik och scenmusik.

## Biografi

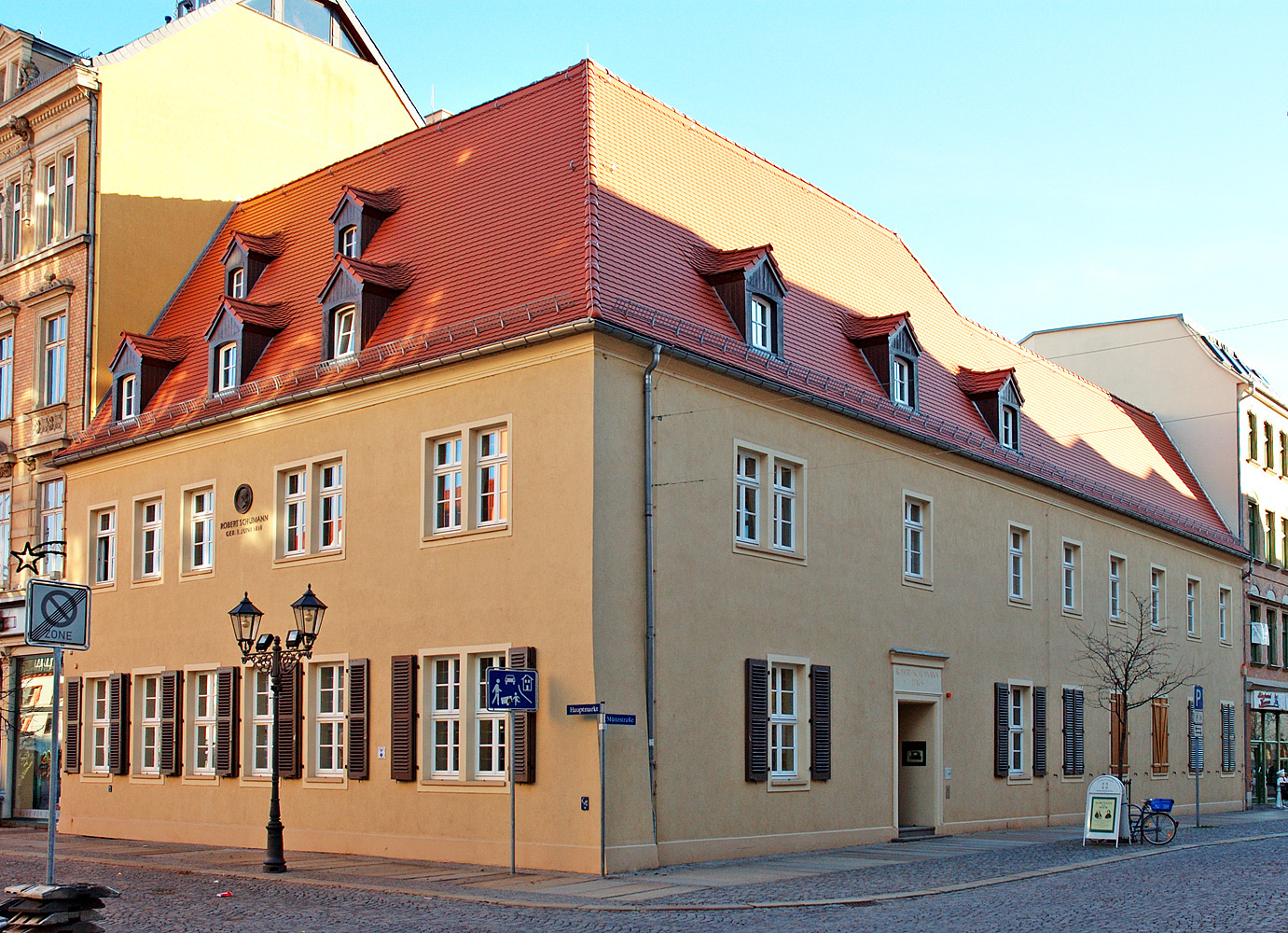
Huset i Zwickau där Robert Schumann föddes.

Schumann föddes 1810 i Zwickau, Sachsen, som yngsta barn till en välbärgad bokhandlare och författare. Modern var en skicklig pianist, dock aldrig yrkesutövande sådan. Sonen Roberts ovanliga musikaliska begåvning visade sig redan under barndomen i begäret att komponera och drömma sig bort, och han undervisades först i hemmet av en informator, och sedan av stadens organist. 
När Robert var nio år bevistade han en konsert med den berömde pianisten Ignaz Moscheles, och detta inspirerade honom till att vilja bli lika framstående som denne. Under gymnasiet bildade han med några andra musikaliska elever en orkester, och Schumann skrev sitt första seriösa verk, en tonsättning av psalm 150. Han diktade under denna tid, och hamnade under påverkan av den romantiske Jean Paul. Genom bekanta, familjen Carus, introducerades han för Schuberts musik, vilken i sin lågmälda romantik fångade Schumann.
Fadern avled under gymnasieåren, efter att han förgäves försökt förmå Carl Maria von Weber att bli lärare åt sin musikaliske son. Fadern hade stöttat sonens musikkarriär, men modern var mera praktisk och ansåg att det var en alltför osäkert framtid. Schumann bestämdes därför för juristbanan, och studerade 1828–1830 juridik i Leipzig och Heidelberg, dock utan att verkligen ta studierna seriöst. Då han äntligen erhöll tillstånd att följa sin böjelse, gjorde han i Leipzig musikstudier för Friedrich Wieck i pianospel och ett halvt år för H. Dom i musikteori. Sedan Schumann 1830 bevistat konserter med violinisterna Heinrich Wilhelm Ernst och Paganini bestämde han sig för att det var musiken, och inte juridiken, han ville ägna sig åt.
Schumanns avsikt att utbilda sig till virtuos omintetgjordes emellertid när ringfingret på höger hand förlamades. Wieck hävdade att detta berodde på Schumanns försök att med hjälp av mekaniska medel påskynda sin fingerfärdighet. Wiecks dotter Clara, sedermera Schumanns hustru, avfärdade dock denna förklaring. Schumann själv menade att hela handen var drabbad av en åkomma. Den troliga orsaken till förlamningen är att Schumann led av fokal dystoni, vilket bland musiker ibland kallas spelar- eller musikerkramp. De mekaniska övningar Schumann ägnade sig åt kan ha varit ett försök att motverka sjukdomsförloppet.
Efter förlamningen ägnade sig Schumann mera uteslutande åt komposition. 1831 utkom han med Abegg-variationerna och ytterligare några verk för piano, och fortsatte sin utbildning för Wieck. Han började med dessa bli uppmärksammad som en lovande musikalisk begåvning.
Därjämte uppsatte han 1834 det av honom i tio år redigerade musikaliska organet Neue Zeitschrift für Musik, en veckoskrift vari han i motsats till den föregående rent grammatikaliska musikkritiken sökte bygga en sådan på tondikternas andliga halt, gick i strid mot de klassiska epigonernas urartade formalism och det flacka virtuosdömet, förfäktade den poetiska subjektivismens rätt samt bröt en lans för många unga genialiska talanger, såsom Chopin, Berlioz och Gade, liksom han senare förutsade den unge Brahms storhet. 

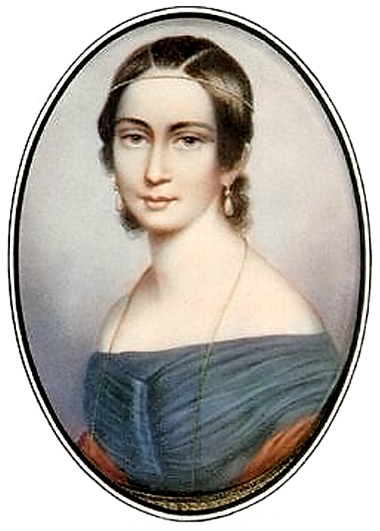
Pianisten Clara Schumann, Roberts hustru, dotter till hans lärare Friedrich Wieck.

Han lade inte an på kritisk analys av tonverken, utan omdiktade dem gärna till små poetiska fantasier, ägnade att lära allmänheten förstå dem bättre. Sina liktänkande umgängesvänner kallade han ”Davidsbündler”, och han betecknade dem (delvis ock objektiveringar av olika sidor i sin egen individualitet) med fantastiska namn, som ofta förekommer i hans skrifter och hans tidigare kompositioner, vilka ävenledes gick i en avgjort oppositionell och banbrytande riktning, närmast för pianot (opus 1–23 är uteslutande pianokompositioner, från åren 1829~39). Samtidigt hängav han sig åt trägna självstudier i kompositionsteknik. 
1833 avled både Schumanns bror och svägerska. Detta påverkade honom djupt, och han började få anfall av ångest. Som bot för detta sökte han sig till kärleken, och inledde ett förhållande med en skönhet i staden. Han hade dock redan förälskat sig i Wiecks dotter Clara, som han sedan hon var nio år förstått var hans tvillingsjäl, och han bröt därför med sin älskarinna. Han friade till Clara 1835, men Wieck gick inte med på att gifta bort sin dotter, eftersom han ansåg att hon inte skulle utvecklas musikaliskt med en man med så ojämnt temperament. Avslaget var ett hårt slag för Schumann, men ledde inte till att han gav upp sin kärlek.

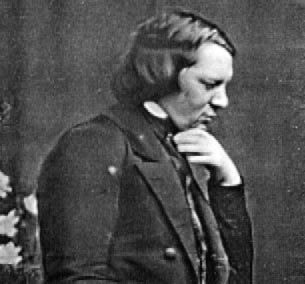
Robert Schumann – dagerrotypi omkr. 1850

Sedan Schumann 1838–39 förgäves försökt att med sin tidskrift vinna fast fot i Wien, där han upptäckte och ur glömskan framdrog flera av Schuberts efterlämnade kompositioner, däribland G-dursymfonin, återvände han till Leipzig. 1840 förvärvade han filosofie doktorsgrad i Jena och gifte sig den 12 september samma år med Wiecks dotter Clara, trots hennes faders envisa motstånd, och i henne fann han inte bara den bästa tolken för sina pianoidéer, utan även en kärleksfull ledsagarinna genom livet. Under de första sju gifta åren fick paret fem barn; de fick ytterligare två barn senare. Clara hade därigenom svårt att kombinera sin egen karriär med hustrurollen. Dock kunde hon med makens bistånd fortsätta ge konserter, och hennes framgångar var denna tid vida överstigande hans.
Hans äktenskapliga lycka alstrade några av hans mest omtyckta kompositioner, och efter att förut ha ägnat sig endast åt pianot försökte han sig nu på alla fält. Han hade dock ännu inte vunnit erkännande som kompositör; han var denna tid en framstående musikkritiker, men hans egna alster hade inte vunnit gehör. Chopin sade till och med att Schumanns Carneval inte var musik.
Man kan kalla året 1840 hans romansår, 1841 hans symfoniår, 1842 hans kammarmusikår samt 1843–44 hans oratorieår, emedan vart och ett så gott som uteslutande upptas av sitt slags kompositioner och även i vartdera slaget innefattar åtskilligt av det på en gång friskaste och mognaste som Schumann någonsin skapat, såsom sångcyklerna Myrthen (till dikter av Goethe, Heine med flera), Dichterliebe (Heine), Liederkreis (Eichendorff), Frauenliebe und Leben (Chamisso) med flera häften (sammanlagt 140 sånger på ett år); pianokonsertens första sats, symfonierna i B-dur och d-moll; de tre stråkkvartetterna, pianokvintetten och pianokvartetten; körverken Das Paradies und die Peri och Epilog zu Goethes Faust. Följde så symfonien i C-dur och operan Genoveva (1846), slutkören ur Faust (1847), musiken till Lord Byrons Manfred (1848), Requiem für Mignon, Scenen aus Goethes Faust, sångcyklerna Spanisches Liederspiel och Minnespiel (Rückert) med mera (1849), violoncellkonserten och symfonin i Ess-dur (1850), körverket Der rose Pilgerfahrt (1851) med mera.
1843 blev Schumann lärare i partiturspel vid konservatoriet i Leipzig, då nyss grundlagt av Mendelssohn, till vilken Schumann såg upp med beundran. Var det av missnöje med sin ställning eller av hälsoskäl, övergav han redan 1844 sin verksamhet i Leipzig och flyttade, efter en konsertresa till Ryssland, över till Dresden. Han var då överansträngd efter några högst produktiva år, blev innesluten och fick svimningsanfall. Det blev Clara som fick försörja familjen, vilket förvärrade hans tillstånd.

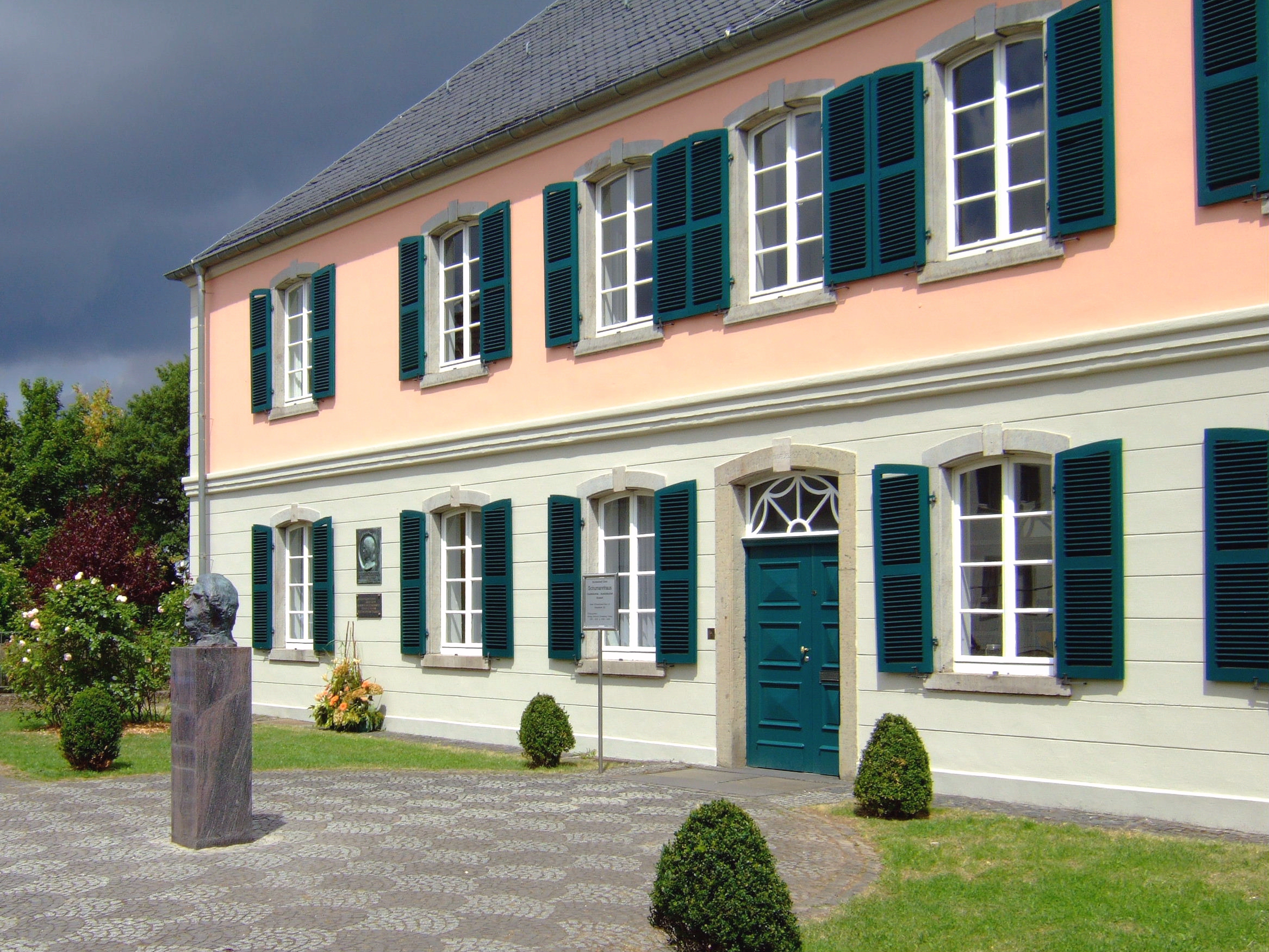
Endenichkliniken utanför Bonn, där Schumann tillbringade sina sista två år och sedan avled.

Schumann övertog 1847 ledningen av Liedertafeln i Dresden och bildade 1848 en körsångförening där. 1850 erhöll han kallelse till Düsseldorf som stadens musikdirektör. Hans där förhoppningsfullt påbörjade verksamhet avbröts snart genom utvecklingen av hans psykiska lidande, som slutligen inverkade menligt på hans musikaliska förmögenheter, så att dirigering – för vilken han för övrigt till följd av sitt tystlåtna och inbundna lynne aldrig ägt någon synnerlig talang – 1853 blev honom formligen omöjlig. Den 27 februari 1854 utbröt slutligen full sinnessjukdom, och efter ett misslyckat försök att dränka sig i Rhen tillbringade Schumann två år under dovt svårmod på ett hospital i Endenich vid Bonn, tills döden befriade honom. Enligt dokument som finns i Endenichs hospital var en latent syfilis en av orsakerna till hans psykiska sjukdom.
På hans grav i Bonn restes 1880 ett monument, uppfört av Adolf von Donndorf, och i Zwickau avtäcktes 1901 en staty över Schumann av Johannes Hartmann. Där öppnades 1913 ett Schumannmuseum.

## Utmärkelser
Asteroiden 4003 Schumann är uppkallad efter honom.

## Musikalisk gärning
Robert Schumann var en av den musikaliska romantikens största representanter. Han förenade i känsla och konstnärlig fantasi med skarpt kritiskt förstånd. I känslans omedelbarhet, fantasins rikedom och konstskapandets lekfullhet kan han visserligen inte mäta sig med vare sig Haydn, Mozart eller Schubert, men han utmärker sig framför dem genom utomordentligt rik andlig bildning och kritisk förmåga, med vilken ensam han redan skulle ha gjort sig odödlig, alldeles som hans samtida Berlioz och Wagner. 
Schumann var en person hos vilken konstnärsallvar och det vekaste översinnliga svärmeri bodde ihop med sinne för det folkligt enkla samt trotsig käckhet att strida för sina idéer. Hans konst karaktäriseras i sitt inåtvända djupsinne, som stundom urartar till egensinne och försmår den yttre, sinnliga klangskönheten. Likväl är han vida mindre ensidig än till exempel hans efterföljare Brahms, och särskilt har han i den lilla genren, i visan och karaktärsstycket, skapat verk av lika mycken genial nyhet och friskhet som konstnärlig fulländning. I allt han skapade framstår han som företrädare för romantikens ungdomlighet, och för känslans överordning över former och regler. Däremot lyckades han inte med romantikens allkonstverk, operan.

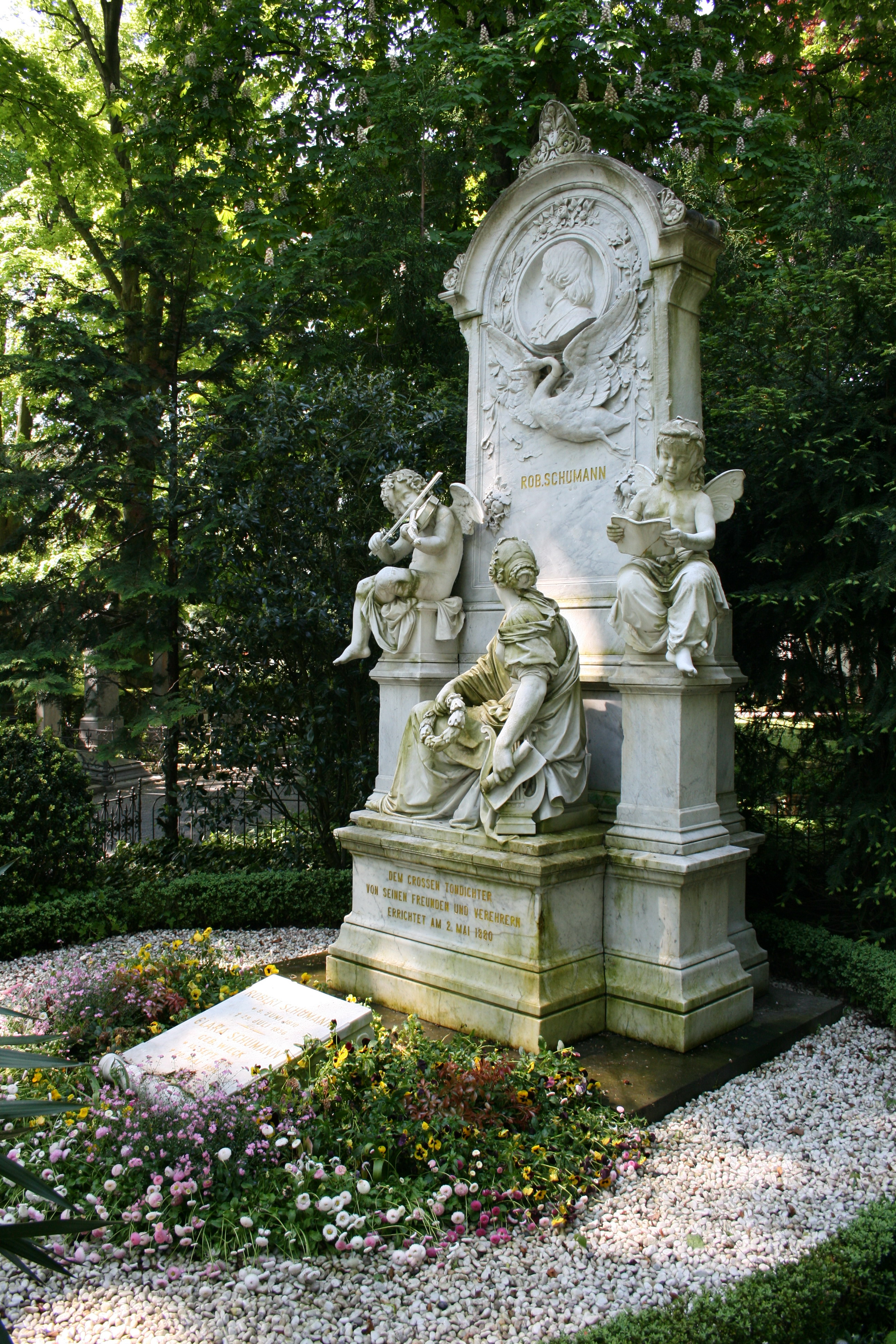
Graven vid gamla kyrkogården i Bonn. Klara är avporträtterad som musa, sittande nederst till höger med lagerkrans i handen.

Epokgörande är han framför allt i de små, individuellt färgade stämningsstycken för piano, som, förebildade genom Beethovens bagateller och Schuberts impromptun, med Schumann blivit en specialitet för sig, i grundformen enkla, men polyfont behandlade och vimlande av karakteristiska detaljer, såsom en del av hans Davidsbundlertänze, Carnaval, Études Symphoniques, Kinderszenen, Kreisleriana, Humoreske, Fantasiestücke, Novelletten, Faschingsschwank, Nachtstücke, Waldscenen, Albumblätter med mera av större mått är den lidelsefulla Fantasie i C-dur. Dessa kan felaktigt tas för programmusik; Schumann gav styckena deras rubriker i efterhand, och därför är de programartade titlarna bara försök till beskrivningar, inte gestaltningar.
Jämte pianomusiken hör hans sånger till hans mest individuella skapelser. De utmärkas mindre för yttre melodiskönhet än för fint avvägd deklamation, trogen nyansering av dikten och djupt poetisk stämning, varjämte pianoledsagningen får större betydelse än hos Schubert, inte minst genom de för Schumann typiska efterspelen. Om Schubert framför allt är den musikaliske tolken för Goethes poesi, så är Schumann tolken för Heines, både i dess smärtsamma accenter och dess ironi. 
”För de stora formerna passade Schumanns stil mindre väl, och särskilt är i hans symfonier genomföringen något knapphändig och andtäppt, fastän de två första, i B-dur och d-moll, är verkliga bragder av ungdomskraftig originalitet. Och pianokvintetten anses med rätta som det förnämsta arbetet i sitt slag efter Beethoven. Vad Schumann blivit kritiserad för är oförmågan till orkestrering; ingen av hans symfonier är odelat uppskattad; han var mer poetisk än organisatoriskt lagd, vilket passar sämre till symfonierna än till sångerna och pianostyckena.”

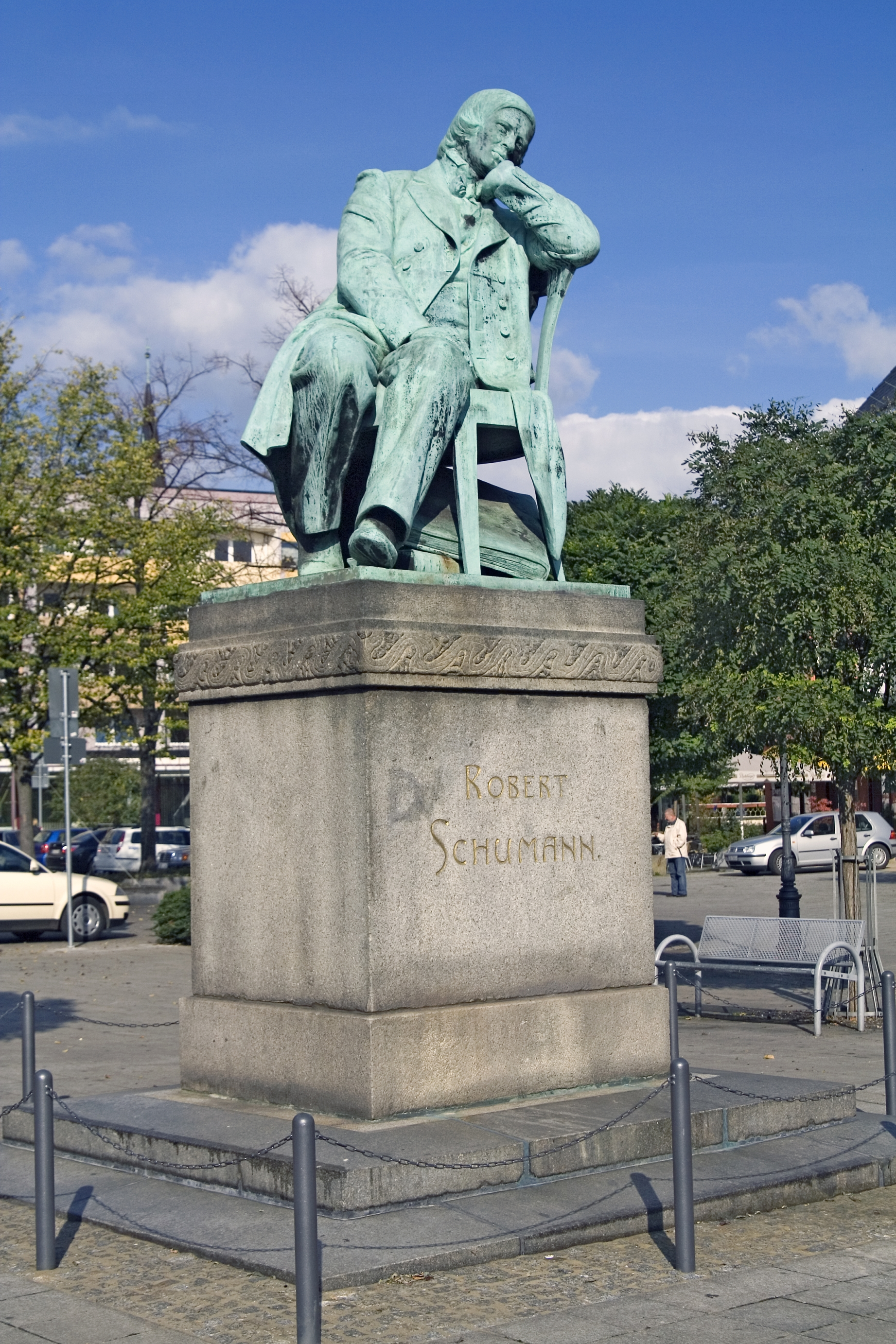
Schumanmonumentet i födelsestaden Zwickau, utfört av Hartmann (1901).

Ett lyckligt uttryck fick Schumanns romantiska fantastik i det kanske förnämsta av alla konsertoratorier, den ur Moores Lalla Rookh hämtade episoden om paradiset och perin, ett körverk som trots sin monotoni måste räknas bland romantikens mest typiska alster. Ej mindre lyckligt yttrade sig Schumanns talang för det svärmiskt mystiska i epilogen till Goethes Faust. Rosens pilgrimsfärd har en del friska nummer, men står inte i sin helhet på samma höjd som Paradiset. Manfred hör till Schumanns bästa ingivelser, varemot operan Genoveva till följd av bristande dramatisk kraft inte lyckades hålla sig på scenen. 
Essdursymfonins andra sats visar oss Schumann ännu på höjden av sin konst, men för övrigt började mästarens gestaltningskraft från 1849 att småningom förminskas och urarta till grubbel, försjunkande i bisaker och oroligt experimenterande, såsom i de mindre lyckade balladerna Der Königssohn, Des Sängers Fluch, Das Glück von Edenhall; högre står Vom Pagen und der Königstochter, där Schumanns hela förra friskhet åter blommar upp, liksom i den kraftiga Neujahrslied; vidare fyra uvertyrer, en katolsk mässa, ett rekviem och så vidare.

## Verkförteckning (urval)

### Scenisk musik
- Genoveva, opera, op. 81, 1847–50, Leipzig 1850
- Manfred, scenmusik (Byron), op. 115, 1848–49, Weimar 1852
- Der Corsar, opera (ofullbordad), 1844

### Orkesterverk
- Symfoni nr 1, B-dur, op. 38, 1841
- Symfoni nr 2, C-dur, op. 61, 1846
- Symfoni nr 3, Ess-dur, op. 97, 1850
- Symfoni nr 4, d-moll, op. 120, 1841 (omarbetad 1851)
- Ouverture, Scherzo und Finale, op. 52, 1840
- Uvertyr till Die Braut von Messina (Schiller), op. 100, 1851
- Uvertyr tili Julis Caesar (Shakespeare), op. 128, 1851
- Uvertyr till Herman und Dorothea (Goethe), op. 136, 1851
- Fest-Ouvertüre über das Rheinweinlied (med kör), op. 123, 1853
- Konsert för piano och orkester, a-moll, op. 54, 1845
- Introduktion und Variationen über ein Thema von Paganini, 1830
- Consertstück i F-dur för 4 horn, op. 86, 1849
- Konsert för violoncell och orkester i d-moll, 1853
- Konsert för violin i d-moll, 1853

### Oratorier och körverk
- Das Paradies und die Peri (T Moore & Schumann) op. 50, 1843
- Adventlied (F. Rückert), op. 71, 1848
- Beim Abschied zu singen (E. von Feuchtersieben) för blandad kör och träblåsare, op. 48, 1848
- Requiem für Mignon (Goethe), op. 98b, 1849
- Nachtlied (Hebbel), op. 108, 1849
- Der Rose Pilgerfahrt (M. Horn), op. 112, 1851
- Der Königssohn (L. Uhland), op. 112, 1851
- Missa Sacra, op. 147, 1852
- Requiem, op. 148, 1852
- Das Glück von Edenhall (L. Uhland & R. Hasenclever), op. 143, 1853
- Neujahrslied (Rückert), op. 144, 1849–50
- Szenen aus Goethes "Faust", 1844–53
- 5 Lieder (Burns) för blandad kör, op. 55, 1846
- 4 Gesänge för blandad kör, op. 59, 1846
- 6 Lieder för manskör, op. 33, 1840
- Ritornelle in canonischen Weisen (Rückert) för manskör, op. 65, 1847
- Romanzen, 2 häften för damkör, op. 69, 91, 1849
- 4 Duette op. 34, 1840
- 3 zweistimmige Lieder, op. 43, 1840
- 4 Duette, op. 78, 1849
- 3 Lieder für drei Frauenstimmen und Klavier, op. 114, 1853

### Kammarmusik
- Pianokvintett, Ess-dur, op. 44, 1842
- Pianokvartett, Ess-dur, op. 47, 1842
- Pianotrio nr 1, d-moll, op. 63, 1847
- Pianotrio nr 2, F-dur, op. 80, 1847
- Pianotrio, g-moll, op. 110, 1851
- 3 stråkkvartetter, a-moll, F-dur, A-dur, op. 41, 1842
- Sonat nr 1 för violin och piano, a-moll, op. 105, 1851
- Sonat nr 2 för violin och piano, d-moll, op. 121, 1851
- Intermezzo och Final (Fae-sonaten), a-moll (tillsammans med A. Dietrich och J. Brahms), 1853
- Stücke im Volkston för violoncell och piano, op. 102, 1849
- Adagio und Allegro, Ass-dur för piano och horn (alternativt violin eller violoncell), op. 70, 1849
- Phantasiestücke för piano och klarinett (alternativt violin eller violoncell), op. 73, 1849
- 3 Romanzen för piano och oboe (alternativt violoncell eller klarinett), op. 94, 1849
- Märchenerzählungen för piano, viola och klarinett (alternativt violin) op. 132, 1853

### Pianomusik
- Théme sur le nom Abegg varié, op. 1, 1830
- Papillons, op. 2, 1829–32
- Toccata, C-dur, op. 7, 1830–32
- Impromptus über ein Thema von Clara Wieck, op. 5, 1833
- Carnaval, op. 9, 1834–35
- Concert sans orchestre, f-moll, op. 14, 1835–36, omarbetad som Troisieme grande sonate, 1853
- Fantasie, C-dur, op. 17, 1836, reviderad 1852
- Davidsbündlertänze, op. 6, 1837, reviderad 1851
- Kinderszenen, op. 15, 1838
- Kreisleriana, op. 18, 1838
- Novelletten, op. 21, 1838
- 4 Klavierstücke, op. 32, 1838–39
- Faschingsschwank aus Wien, op. 26, 1839
- Album für die Jugend 1–2, op. 68, 1848
- Waldszenen, op. 82, 1848–49
- 3 Fantasiestücke, op. 111, 1851
- 3 Claviersonaten für die Jugend, op. 118, 1853
- Gesänge der Frühe, op. 133, 1853
- Bilder aus Osten, 6 Impromptus, op. 66, för 4 händer, 1848
- Andante und Variationen, op. 46, för 2 pianon, 1843

### Sånger
- Liederkreis (Heine), op. 24, 1840
- Myrthen, op. 25, 1840
- Lieder und Gesänge häfte 1, op. 27, 1840; häfte 2, op. 51, 1840; häfte 3, op. 77, 1841–50; häfte 4, op. 96, 1850
- 12 Gedichte aus Rückerts Liebesfrühling, op. 37 (3 av sångerna av Clara Schumann), 1840
- Liederkreis (J. von Eichendorff), op. 39, 1840
- Frauenliebe und -Leben (Chamisso), op. 42, 1840
- Dichterliebe (Heine), op. 48, 1840
- Belsazar (Heine), op. 57, 1840
- Romanzen und Balladen, häfte 1-3, op. 45, 49, 53, 1840; häfte 4, op. 64, 1841–47
- Gesänge aus "Wilhelm Meister" (Goethe) op. 82a, 1849
- Liederalbum für Die Jugend, op. 79, 1849
- 6 Gedichte (Lenau), op. 90, 1850
- 7 Lieder (Kulmann), op. 104, 1851
- 5 heitere Gesänge, op. 125, 1851
- 5 Lieder und Gesänge, op. 127, 1850–51
- Gedichte der Königin Maria Stuart (översättning G. Vincke), op. 135, 1852
- 4 Gesänge, op. 142, 1852

## Filmer med musik av Schumann (urval)
- 1939 – Trollkarlen från Oz
- 1948 – Musik i mörker
- 1969 – Som natt och dag
- 1977 – Bluff Stop
- 1978 – Höstsonaten
- 1979 – Min älskade
- 1982 – En midsommarnatts sexkomedi
- 1982 – Sophies val
- 1982 – Fanny och Alexander
- 1984 – Överste Redl
- 1996 – Shine
- 1998 – Hilary & Jackie

## En film om Robert och Clara Schumann
Den tyske filmregissören Peter Schamoni gjorde med Frühlingssinfonie (’vårsymfoni’) 1983 en film av kärlekshistorien mellan Robert och Clara Schumann (spelade av Herbert Grönemeyer och Nastassja Kinski).